# لطف النساء (رواية)
لطف النساء  The Kindness of Women هي رواية للكاتب الإنجليزي جيه جي بالارد، نشرت عام 1984، عن دار نشر هاربر كولينز.

## روابط خارجية
- لطف النساء على موقع الموسوعة البريطانية (الإنجليزية)